# Neal Barrett jr.
Neal Barrett jr. (geboren am 3. November 1929 in San Antonio, Texas; gestorben am 12. Januar 2014 in Austin, Texas) war ein US-amerikanischer Science-Fiction-Autor.

## Leben
Barrett wuchs in Oklahoma City auf, wohin seine Familie gezogen war, als er noch ein Kind war. 1960 veröffentlichte er seine erste Geschichte in Galaxy Science Fiction (To Tell the Truth, August 1960). In den folgenden Jahrzehnten schrieb er zwar immer wieder Kurzgeschichten, die inzwischen in mehreren Sammelbänden erschienen sind. Einige wurden auch ins Deutsche übersetzt.
Ab 1970 schrieb Barrett aber auch Romane, insgesamt hat er 50 Romane und über 70 kürzere Erzählungen veröffentlicht.
Zu seinen bekanntesten Romanen zählen Through Darkest America (1987), dessen Fortsetzung Dawn's Uncertain Light (1989) sowie der vierbändige Aldair-Zyklus (1976–1982).
Neben seinen eigenständigen Arbeiten schrieb Barrett auch Romanfassungen und Tie-ins. So verfasste er die Romanfassungen zu den Filmen Judge Dredd (1995), Barb Wire (1996) und Dungeons & Dragons: The Movie (2000), Tie-ins zu der Babylon-5-SF-Serie (The Touch of Your Shadow, the Whisper of Your Name, 1996), zwei Bände für die Spider-Man-Serie Spider-Man Super Thriller und einen Batman-Tie-in.
Die Romanfassungen zu Judge Dredd und Barb Wire erschienen auch in deutscher Übersetzung.
Unter dem Verlagspseudonym Victor Appleton schrieb er zwei Bände der Tom-Swift-Serie, als Franklin W. Dixon zwei Bände der Hardy Boys.
Außerdem arbeitete er als Comicszenarist.
In  seinen späteren Jahren verschob sich der Schwerpunkt seiner Arbeiten weg von der Science-Fiction und hin zur Kriminalliteratur. Die Reihe seiner Wiley-Moss-Geschichten aus diesem Genre wurde von Thomas Stegers ins Deutsche übersetzt und erschien in den 1990er Jahren im Heyne Verlag:
- Pink Vodka Blues (1994)
- Dead-dog-Blues (1996)
- Skinny-Annie-Blues (1999)
- Bad-eye-Blues (2000)

Außerdem erschien im Haffmans Verlag Eine Flasche zeigt nicht immer nach Norden (2000), ebenfalls von Thomas Stegers übersetzt.
Barnett starb 2014. Sein Nachlass befindet sich in den Wittliff Collections der Texas State University in San Marcos.

## Auszeichnungen
2010 wurde er bei den SFWA Awards für sein Lebenswerk in der SF als Author Emeritus ausgezeichnet. Seine Erzählung Ginny Sweethips’ Flying Circus wurde 1988 für den Nebula Award und 1989 für den Hugo Award nominiert.

## Bibliografie

### Serien und Zyklen
Die Serien sind nach dem Erscheinungsjahr des ersten Teils geordnet.
Aldair
- 1 Aldair in Albion (1976)
- 2 Aldair, Master of Ships (1977)
- 3 Aldair, Across the Misty Sea (1980)
- 4 Aldair: The Legion of Beasts (1982)

Tom Swift
- 7 Ark Two (1982)
- 10 The Invisible Force (1983)

Through Darkest America
- Through Darkest America (1987)
- Dawn’s Uncertain Light (1989)

Wiley Moss Mystery
- 1 Skinny Annie Blues (1996)
- 2 Bad Eye Blues (1997)

Babylon 5 (Romane zur Fernsehserie)
- 4 The Touch of Your Shadow, the Whisper of Your Dream (1996)
  - Deutsch: Schwarze Träume. Übersetzt von Torsten Dewi und Susanne G. Menzel. Goldmann SF #25026, 1997, ISBN 3-442-25026-9.
- 5 The Touch of Your Shadow, the Whisper of Your Name (1996)

Spider-Man Super Thriller (Romane zu der Marvel-Comicserie)
- 4 Lizard’s Rage (1997)
- 5 Warrior’s Revenge featuring the Super Skrull (1997)

Finn, the Master Lizard Maker
- 1 The Prophecy Machine (2000)
- 2 The Treachery of Kings (2001)

### Romane
- The Gates of Time (1970)
- Kelwin (1970)
- The Leaves of Time (1971)
- Highwood (1972)
- Stress Pattern (1974)
- The Karma Corps (1984)
- The Hereafter Gang (1991)
- Batman in the Black Egg of Atlantis (Batman Young Readers Series, 1992)
- Pink Vodka Blues (1992)
- Dead Dog Blues (1994)
- Judge Dredd (1995, Romanfassung zu Judge Dredd)
  - Deutsch: Judge Dredd. Übersetzt von Joachim Honnef. Bastei-Lübbe, 1995, ISBN 3-404-13750-7.
- Barb Wire (1996, Romanfassung zu Barb Wire)
  - Deutsch: Barb Wire. Übersetzt von Karl-Heinz Ebnet. Bastei-Lübbe, 1996, ISBN 3-404-13860-0.
- Interstate Dreams (1999)
- Dungeons & Dragons: The Movie (2000, Romanfassung zu Dungeons & Dragons: The Movie)
- Piggs (2002)
- Prince of Christler-Coke (2004)

### Sammlungen
- Slightly Off Center: Eleven Extraordinarily Exhilarating Tales (1992)
- Perpetuity Blues and Other Stories (2000)
- The Day the Decorators Came (2000)
- A Different Vintage (2001)
- Way Out There (2004)
- Other Seasons: The Best of Neal Barrett, Jr. (2012)

### Kurzgeschichten
1960
- Made in Archerius (in: Amazing Science Fiction Stories, August 1960)
- To Tell the Truth (in: Galaxy Magazine, August 1960)
- The Stentorii Luggage (in: Galaxy Magazine, October 1960)

1961
- The Graybes of Raath (in: Galaxy Magazine, June 1961)

1963
- The Game (in: Amazing Stories, July 1963)
- „I Was a Spider for the SBI“ (in: Fantastic Stories of Imagination, November 1963)
- To Plant a Seed (in: Amazing Stories, December 1963)

1964
- In the Shadow of the Worm (in: Amazing Stories, October 1964)

1966
- Starpath (in: If, December 1966)

1969
- By Civilized Standards (in: If, November 1969)

1970
- Grandfather Pelts (in: If, July-August 1970)
- Greyspun’s Gift (in: Worlds of Tomorrow, Winter 1970)
  - Deutsch: Greyspuns Geschenk. In: Science-Fiction-Stories 48. Ullstein 2000 #91 (3139), 1975, ISBN 3-548-03139-0.

1971
- A Walk on Toy (in: The Magazine of Fantasy and Science Fiction, September 1971)

1974
- Survival Course (in: Galaxy, January 1974)
- Happy New Year, Hal (in: Amazing Science Fiction, December 1974)

1975
- Nightbeat (1975, in: Robert Silverberg und Roger Elwood (Hrsg.): Epoch)

1976
- The Talking (1976, in: Geo. W. Proctor und Steven Utley (Hrsg.): Lone Star Universe)

1978
- The Flying Stutzman (in: The Magazine of Fantasy and Science Fiction, July 1978)

1979
- Hero (in: The Magazine of Fantasy & Science Fiction, September 1979)

1981
- „A Day at the Fair“ (in: The Magazine of Fantasy & Science Fiction, March 1981; auch: A Day at the Fair, 1982)

1986
- Trading Post (in: Isaac Asimov’s Science Fiction Magazine, October 1986)
- Sallie C. (1986, in: Joe R. Lansdale (Hrsg.): Best of the West)

1987
- Perpetuity Blues (in: Isaac Asimov’s Science Fiction Magazine, May 1987)
  - Deutsch: Ewiges Blau. In: Friedel Wahren (Hrsg.): Isaac Asimovs Science Fiction Magazin 32. Folge. Heyne Science Fiction & Fantasy #4536, 1988, ISBN 3-453-03126-1.
- Highbrow (in: Isaac Asimov’s Science Fiction Magazine, July 1987)
- Class of ’61 (in: Isaac Asimov’s Science Fiction Magazine, October 1987)
- Diner (in: Omni, November 1987)

1988
- Ginny Sweethips’ Flying Circus (in: Isaac Asimov’s Science Fiction Magazine, February 1988)
  - Deutsch: Ginny Sweethips’ fliegender Zirkus. In: Friedel Wahren (Hrsg.): Isaac Asimov’s Science Fiction Magazin 33. Folge. Heyne Science Fiction & Fantasy #4581, 1989, ISBN 3-453-03447-3.
- Stairs (in: Isaac Asimov’s Science Fiction Magazine, September 1988)
  - Deutsch: Stimmen im Treppenhaus. In: Friedel Wahren (Hrsg.): Isaac Asimov’s Science Fiction Magazin 35. Folge. Heyne Science Fiction & Fantasy #4690, 1990, ISBN 3-453-04272-7.

1989
- Winter on the Belle Fourche (1989, in: Joe R. Lansdale (Hrsg.): The New Frontier)
- Tony Red Dog (1989, in: Joe R. Lansdale und Pat LoBrutto (Hrsg.): Razored Saddles)

1991
- Under Old New York (in: Isaac Asimov’s Science Fiction Magazine, February 1991)

1992
- Hit (1992, in: Joe R. Lansdale und Karen Lansdale (Hrsg.): Dark at Heart)
- Buckstop (1992, in: Neal Barrett jr.: Slightly Off Center: Eleven Extraordinarily Exhilarating Tales)
- Deviations (1992, in: Neal Barrett jr.: Slightly Off Center: Eleven Extraordinarily Exhilarating Tales)
- Four Times One (1992, in: Neal Barrett jr.: Slightly Off Center: Eleven Extraordinarily Exhilarating Tales)
- Interstate Dreams (1992, in: Neal Barrett jr.: Slightly Off Center: Eleven Extraordinarily Exhilarating Tales)
- The Last Cardinal Bird in Tennessee (1992, in: Neal Barrett jr.: Slightly Off Center: Eleven Extraordinarily Exhilarating Tales)
- „Sorry, But—“ (1992, in: Neal Barrett jr.: Slightly Off Center: Eleven Extraordinarily Exhilarating Tales; auch: Sorry, But …, 2002)
- Uteropolis II (1992, in: Neal Barrett jr.: Slightly Off Center: Eleven Extraordinarily Exhilarating Tales)

1993
- Cush (in: Asimov’s Science Fiction, November 1993)
  - Deutsch: Cush. In: Friedel Wahren (Hrsg.): Asimovs Science Fiction 51. Folge. Heyne Science Fiction & Fantasy #5948, 1998, ISBN 3-453-13977-1.

1994
- Donna Rae (1994, in: Paul M. Sammon (Hrsg.): The King Is Dead: Tales of Elvis Postmortem)
- Manhattan 99 (in: Asimov’s Science Fiction, Mid-December 1994)
- Prince of Christler-Coke (1994, in: Ten Tales)

1998
- The Lizzard Shoppe (in: Dragon Magazine, #251, September 1998)
- The Complete Guide to Chlerion (in: Amazing Stories, Summer 1998)

2000
- The Day the Decorators Came (2000, in: Neal Barrett jr.: The Day the Decorators Came)

2001
- Deeper, Deeper Dark (in: Dragon Magazine, #287, September 2001)
- Rhido Wars (2001, in: Al Sarrantonio (Hrsg.): Redshift: Extreme Visions of Speculative Fiction)

2002
- Troupers (in: Dragon Magazine, #291, January 2002)
- Limo (in: Infinite Matrix, May 20, 2002)
- Grubber (2002, in: Sheila E. Gilbert und Elizabeth R. Wollheim (Hrsg.): Science Fiction: DAW 30th Anniversary)
- Grüwelt (in: Infinite Matrix, November 18, 2002)

2003
- Hard Times (in: Asimov’s Science Fiction, April 2003)
- Kwantum Babes (2003, in: Gary Turner und Marty Halpern (Hrsg.): The Silver Gryphon)

2004
- Tourists (2004, in: Al Sarrantonio (Hrsg.): Flights: Extreme Visions of Fantasy)

2006
- Getting Dark (2006, in: Subterranean, Issue #5)
- The Heart (2006, in: Scott A. Cupp und Joe R. Lansdale (Hrsg.): Cross Plains Universe: Texans Celebrate Robert E. Howard)

2007
- Eating Crow (in: Subterranean Online, Spring 2007)

2008
- Slidin’ (in: Asimov’s Science Fiction, April-May 2008)
- Radio Station St. Jack (in: Asimov’s Science Fiction, August 2008)

2010
- At the Store (in: Subterranean Online, Winter 2010)

2011
- Dead Hit (2011, in: Al Sarrantonio (Hrsg.): Portents)
- Where (in: Asimov’s Science Fiction, March 2011)
- D.O.C.S. (in: Asimov’s Science Fiction, September 2011)

2012
- Trash (2012, in: Peter Crowther und Nick Gevers (Hrsg.): Unfit for Eden: Postscripts 26/27)
- HERE and THERE (in: Subterranean, Spring 2012)

2013
- Bloaters (2013, in: Kasey Lansdale (Hrsg.): Impossible Monsters)
- Timeout (2013, in: Richard Klaw (Hrsg.): Rayguns Over Texas)